# Cozue Takagi
Pour les articles homonymes, voir Takagi (homonymie).
Cozue Takagi (高木こずえ, Takagi Kozue) est une photographe japonaise.

## Biographie
Cozue Takagi est née à Nagano en 1985 et elle est diplômée du département de photographie de l'université polytechnique de Tokyo (2007). Elle réside maintenant à Nagano.
Elle a remporté en 2006 le prix Daido Moriyama et le second prix du Epson Color Imaging Contest pour son travail Selfcounseling.
En 2009, elle a reçu le 35e prix Ihei Kimura, un prix très prestigieux pour les jeunes photographes.

## Publications
- MID (2009); Akaaka Art Publishing
- Ground (2009); Akaaka Art Publishing
- Suzu (2011); The Shinano Mainichi Shimbun Inc.

## Style
Dans la série Insiders, Cozue Takagi manipule électroniquement le portrait d'une personne pour en faire deux, en jouant sur la symétrie imparfaite des visages humains.
Dans la série Ground, Cozue Takagi mélange et assemble clichés non retouchés et images manipulées électroniquement. Elle réalise parfois de grands collages de plusieurs photographies, sur fond noir, qui, avec leurs teintes rouge et or, ne sont pas sans rappeler les vitraux du gothique flamboyant.